# François Leclerc du Tremblay

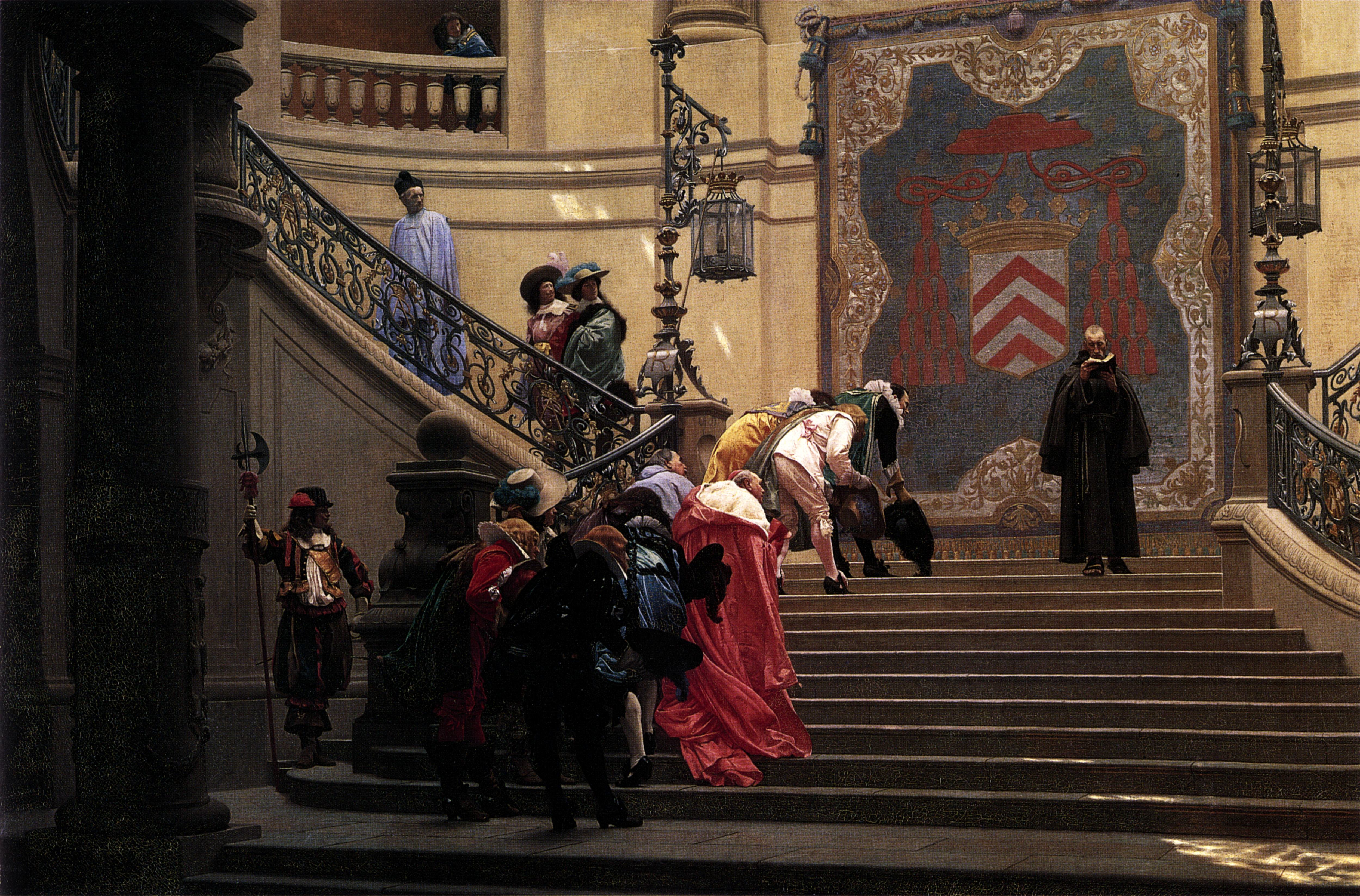
L'eminenza grigia, di Jean-Léon Gérôme

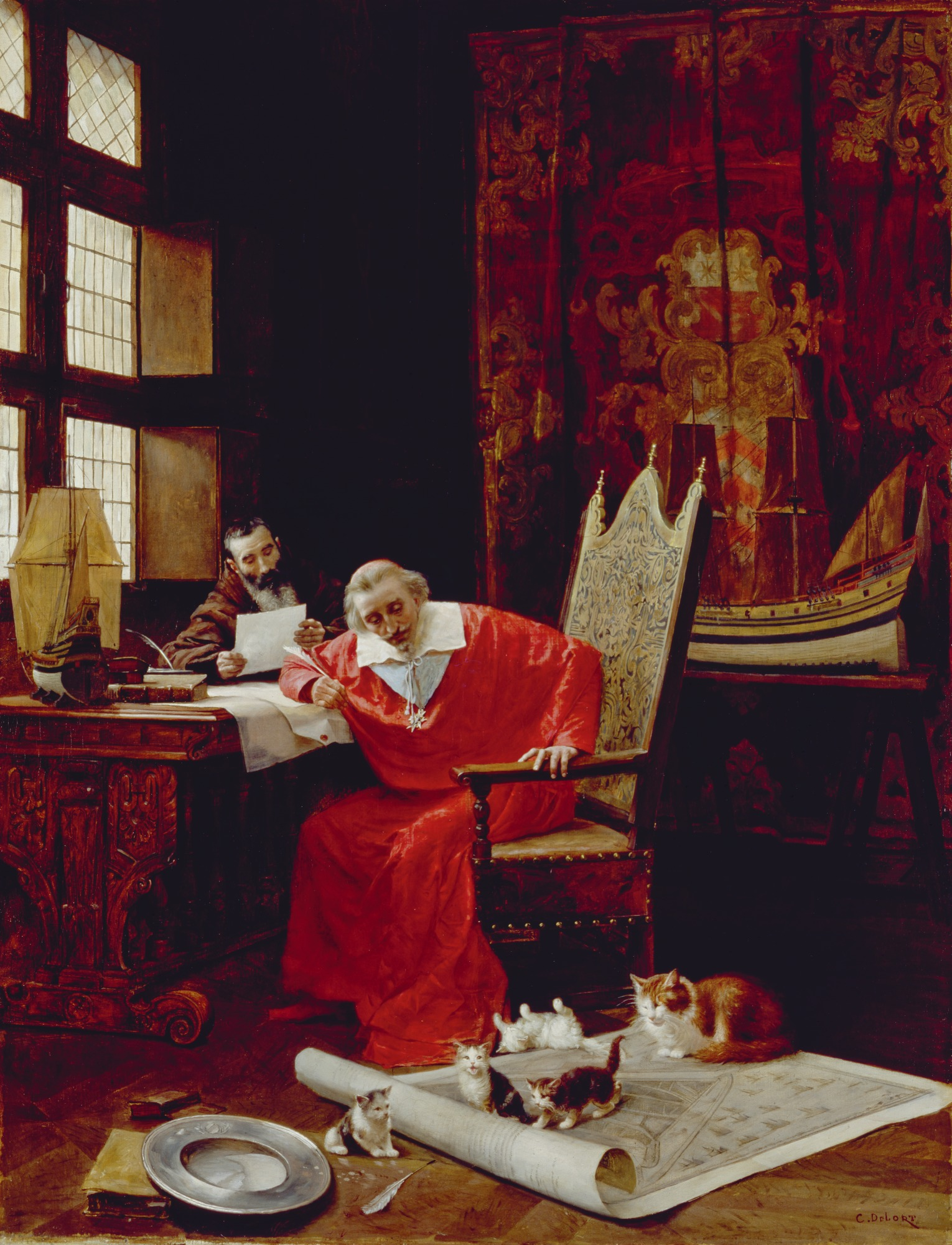
Richelieu e, dietro, padre Giuseppe

François Leclerc du Tremblay, in religione padre Giuseppe da Parigi (Parigi, 4 novembre 1577 – Rueil, 18 dicembre 1638), è stato un politico e religioso francese, dell'Ordine dei frati minori cappuccini.

## Biografia
Figlio di Jean Leclerc du Tremblay, presidente del Parlamento di Parigi, e di Marie Motier de Lafayette, entrò nell'ordine religioso nel 1599 e, intorno al 1612, entrò in contatto con il futuro cardinale Richelieu, che nel 1624 divenne primo ministro del re Luigi XIII. Padre Giuseppe, pur non avendo cariche ufficiali, diventò confidente e consigliere di Richelieu e, negli anni successivi, svolse molte importanti missioni diplomatiche in Francia e nel resto d'Europa per conto del potente cardinale. Poiché quest'ultimo era chiamato éminence rouge (eminenza rossa) dal colore dell'abito talare, padre Giuseppe divenne noto come éminence grise (eminenza grigia).
Il suo ruolo fu determinante nel corso della guerra dei trent'anni nella lotta francese contro gli Asburgo, e nella coalizione che si formò tra i principi tedeschi avversi all'imperatore Ferdinando II nel 1630. Mosso da un profondo zelo religioso, il frate si proponeva di riconvertire al cattolicesimo l'Europa protestante e propose, senza successo, una crociata per liberare il continente dall'impero ottomano.
Ispirò ad Antonietta d'Orléans-Longueville la riforma che portò alla nascita della congregazione delle monache benedettine di Nostra Signora del Calvario nel 1617.
Risiedeva frequentemente a Rueil-Malmaison, dove si conserva la casa. Morì, all'età di 61 anni, vittima di due attacchi cerebrali, il 18 dicembre 1638, e fu tumulato nella chiesa dei Cappuccini in una tomba presso i gradini dell'altare, vicino a quella di Angelo de Joyeuse, il nobile frate che lo aveva accolto nell'ordine francescano.
Richelieu, dopo essere stato informato della scomparsa di padre Giuseppe, scrisse: «Io perdo la mia consolazione e il mio unico soccorso, il mio confidente e il mio supporto.» Da allora in poi, l'italiano Giulio Mazzarino diventò il suo interlocutore privilegiato e futuro successore in qualità di primo ministro.